# Cateau Esser
Catharina (Cateau) Esser (Amsterdam, 24 september 1858 – aldaar, 1 juli 1923) was een Nederlandse concertzangeres, zangpedagoge en directrice en artistiek leidster van de Vereeniging tot Beoefening van Vocale en Dramatische Kunst.

[Ik moet] vrouw, echt vrouw zijn en toch het leven met mannenmoed doorworstelen.
— Cateau Esser, 6 mei 1898

## Levensloop

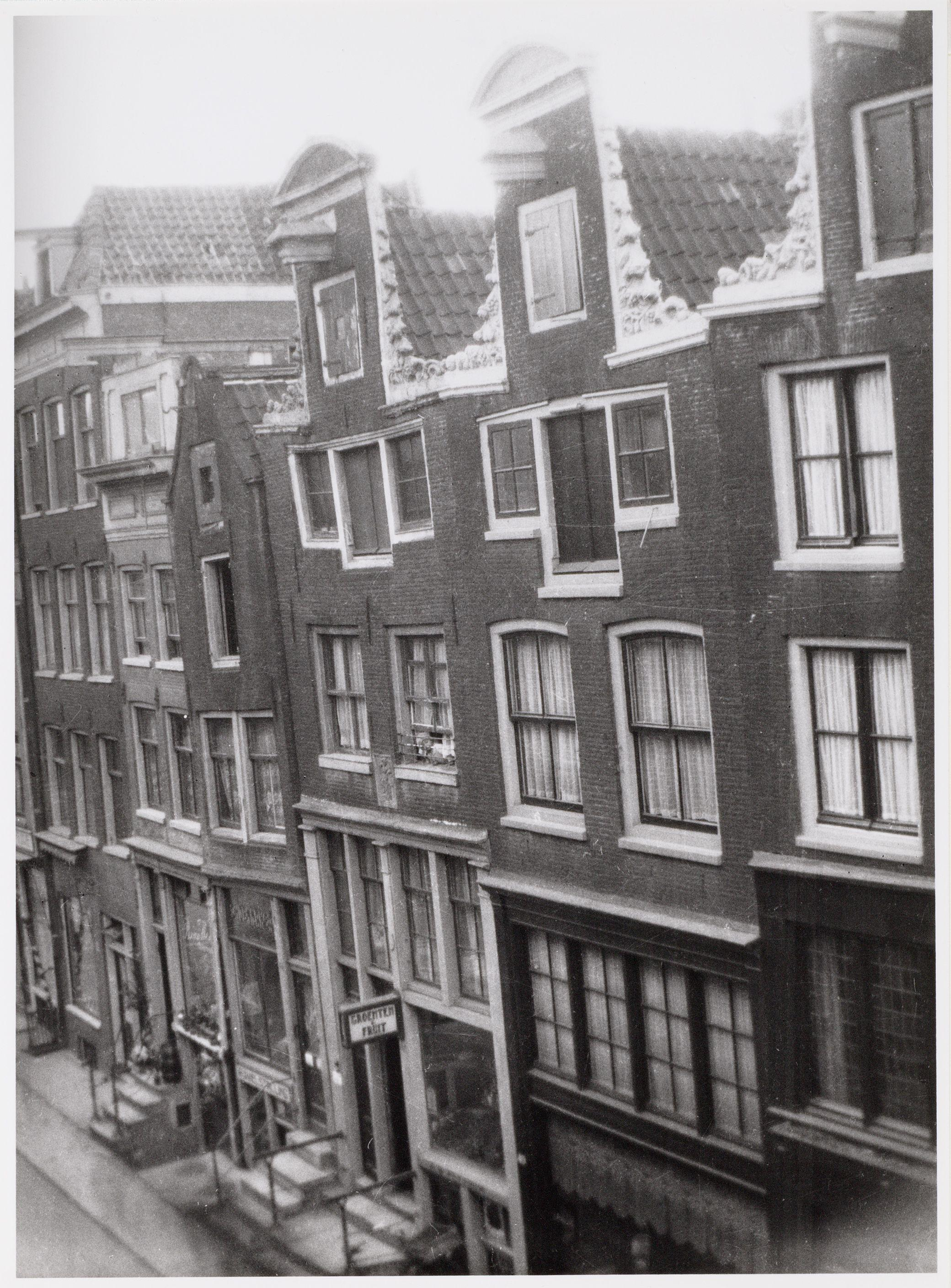
Nieuwe Spiegelstraat 40 (tweede huis van rechts) is het geboortehuis van Cateau Esser

Ze was de enige dochter van Rutgerus Hermanus Esser (1801-1864), gouverneur op Curaçao, en zijn tweede vrouw, de officiersdochter Maria Wilhelmina Rutten (1816-1905), en is vernoemd naar haar vaders eerste vrouw, Catharina Schotborgh, die op 28 november 1856 overleed. In april 1860 verhuisde het gezin naar Warmoesstraat 8. Volgens haar biograaf Viotta liet ze daar al zien dat 'liefde en aanleg voor de muziek haar aangeboren zijn'. Op haar zesde overleed haar vader. Met haar moeder verhuisde ze in mei 1867 naar Oudezijds Voorburgwal 224 en in juli 1868 naar Lijnbaansgracht 113. Van haar moeder kreeg ze thuis zang- en pianolessen, op voorwaarde van 'aanhoudende studie en strenge plichtsvervullig'. Haar buurman, de vice-consul van Frankrijk, Charles Louis Marie Godefroy Philbert, stimuleerde haar ontwikkeling. Via hem maakte Esser kennis met Joseph A. Verheyen, organist aan de kerk van Antonius van Padua, die haar piano-, zang-, harmonie- en orgelles gaf. Na haar zeventiende zong ze in het koor van de Maatschappij tot bevordering van de Toonkunst, waar de componist Johannes Verhulst haar opmerkte. Vervolgens kreeg ze les van Daniël de Lange. Na verloop van tijd adviseerden Verhulst en De Lange haar echter naar het Dr. Hoch’s Konservatorium van Frankfurt te gaan. Hoewel haar moeder hier aanvankelijk niets voor voelde, vertrokken ze op 8 september 1879 toch naar Frankfurt.
In Frankfurt kreeg Esser zangles van Professor Julius Stockhausen, pianoles van Carl Heymann en harmonieles van Franz Magnis Böhme. In 1882 vertrok ze met haar moeder naar Parijs om aanvullende lessen te volgen bij Pauline Viardot. Daarnaast volgde ze toneellessen aan het conservatorium aldaar. Na voltooiing van haar studie keerde ze in 1883 terug naar Nederland, waar ze zich op 15 mei inschreef aan de Amsterdamse Tesschelschadestraat 21. Hierna begon ze haar carrière als alt-soliste. Ook trad ze een enkele keer op als dirigente, zoals op 13 maart 1889 tijdens een concert van een vrouwenkoor in het Concertgebouw. Op 5 mei 1891 verhuisde ze met haar moeder naar Vondelstraat 72, waar ze een zangschooltje begon. In maart 1894 begon ze haar cursus toonvorming.

### Vereeniging tot Beoefening van Vocale en Dramatische Kunst
Gaandeweg ontstond het idee een school voor zang- en toneelkunst op te richten. Na het vinden van een financier werd op 2 december 1895 de Vereeniging tot Beoefening van Vocale en Dramatische Kunst opgericht. Naast Esser bevonden zich onder de oprichters onder anderen H.P. Berlage, D. Croll, P.J.H. Cuypers en zijn vrouw A. Cuypers-Alberdingk Thijm, J. Israëls, G. Kalff, H.W. Mesdag, J.L. Pierson en Geo en Thérèse Schwartze. Het hoofddoel van de vereniging was 'aan allen, die voor zichzelve een applicatieschool wenschen te doorloopen om hunne verkregene bekwaamheid in vocale en dramatische kunst in praktijk te brengen, daartoe de gelegenheid open te stellen'. De lessen die de vereniging organiseerde vond aanvankelijk bij Esser thuis plaats. In 1897 kocht ze een pand aan de Weteringschans 101, dat op 24 september 1897 officieuze geopend werd. Het pand liet ze in 1899 door architecten D.J. Nijland en C.L. van Kesteren verbouwen tot concertzaal in sierlijke art-nouveau-stijl. Ook verwierf ze het ernaast gelegen woonhuis op nummer 103, dat ze door dezelfde architecten liet verbouwen om er samen met haar moeder in te gaan wonen.
Esser verzorgde vanaf de oprichting van de vereniging in 1895 een groot deel van de lessen. Ze gaf les in ademhaling, stemvorming, zang, uitspraak van buitenlandse talen, declamatie, rollenstudie en spel-ensemble. Vanaf 1900 leidde ze de kunstcursus, de compositiecursus, de elementaire afdeling en de ensemble-club. Haar functie was vanaf het begin directrice en artistiek leidster, hoewel ze alleen voor haar gegeven lesuren salaris ontving. Naast lesgeven verzorgde ze ook voordrachten voor leerlingen en organiseerde ze elke maandagavond soirees.
Op 2 december 1920 werd het 25-jarig jubileum van de vereniging gevierd. Het jubileumcomité onder leiding van burgemeester Tellegen slaagde erin een Cateau Esserfonds op re richten om onvermogende leerlingen de gelegenheid te geven lessen te volgen bij de vereniging. Na 1920 gaat het bergafwaarts met de vereniging, omdat het aantal gevorderde leerlingen sterk afneemt. Nog voor haar dood stond het gebouw te koop, er werd een kerk in gevestigd en in 1975 werden beide gebouwen gesloopt. Esser overleed op 64-jarige leeftijd en werd begraven op begraafplaats Zorgvlied.
- International Standard Name Identifier: 0000 0003 9255 4600
- Nederlandse Thesaurus van Auteursnamen: 226345963
- Virtual International Authority File: 103291460
- WorldCat: E39PBJjd9J9BmWfKd9WYpTgh73